# Фатіма Халілі
Фатеме Халілі Бехфар (перс. فاطمه خلیلی بهفر; нар. 30 червня 1996, Кум) — іранська гандболістка, яка виступає за команду клубу "CSM Ясси" в Румунії, а також є воротарем жіночої національної збірної Ірану з гандболу.
Брала участь у 2 чемпіонатах світу і 5 чемпіонатах Азії.з гандболу.

## Чемпіонат світу з гандболу серед жінок у 2021 році
На Чемпіонаті світу з гандболу серед жінок 2021 року в Іспанії у другій зустрічі жіночої збірної Ірану з гандболу обрана найкращим гравцем на полі проти збірної Норвегії, увійшла в історію, зробивши 18 сейвів.